# Tra te e il mare
Tra te e il mare – piąty studyjny album włoskiej piosenkarki Laury Pausini, wydany w dniu 15 września 2000 roku. Album został również wydany w języku hiszpańskim pod nazwą Entre tú y mil mares.

## Lista utworów

### "Tra Te E Il Mare"
1. Siamo noi – 3:55
2. Volevo dirti che ti amo – 4:04
3. Il mio sbaglio più grande – 3:05
4. Tra te e il mare – 3:49
5. Viaggio con te – 3:49
6. Musica sarà – 3:23
7. Anche se non mi vuoi – 3:56
8. Fidati di me – 3:49
9. Ricordami – 4:08
10. Per vivere – 4:05
11. Mentre la notte va – 3:30
12. Come si fa – 4:10
13. Jenny – 4:26
14. The Extra Mile – 4:08